# Alchemilla phegophila
Alchemilla phegophila är en rosväxtart som beskrevs av Sergei Vasilievich Juzepczuk. Alchemilla phegophila ingår i släktet daggkåpor, och familjen rosväxter. Inga underarter finns listade i Catalogue of Life.